# Carex blepharicarpa
Espèce
Classification phylogénétique
Carex blepharicarpa est une espèce de plantes du genre Carex et de la famille des Cyperaceae.